# Xiao Pingguo
Xiao pingguo (chinois : 小苹果 ; pinyin : xiǎo píngguǒ ; litt. « Petite pomme »), également connu sous le titre traduit en anglais, Little Apple) est une chanson des Kuaizi Xiongdi (筷子兄弟, « frères baguettes » ("chopsticks brothers" en anglais), Xiao Yang et Wang Taili), sorti en single le 29 mai 2014 en République populaire de Chine, dont le but à l'origine était la promotion d'un film.

## Le clip
La vidéo commence par une séance de chirurgie esthétique d'une jeune fille interprétée par la chanteuse de K-pop, Bae Seul-ki (en) (en coréen : 배슬기) en Corée du Sud. La suite du clip se situe essentiellement dans une sorte de jardin d’Éden où les deux musiciens interprètent leur chanson dans la tenue d'Adam et Ève, tandis que des danseuses dirigées par Bae Seul-ki interprètent une Danse de place. Certains flashback sur la jeunesse des protagonistes pendant la guerre de Corée sont également visibles.
Les dialogues du clip vidéo sont en coréen tandis que la musique est intégralement chantée en mandarin standard.

## Succès du clip et de la musique
Il connaît un certain succès et devient omniprésent dans les danses du pays, notamment chez les dames âgées qui dansent dans sur les grandes places des villes du Pays pour conserver la forme (Danse de place ou Guangchang wu 广场舞, guǎngchǎng wǔ). La vidéo est lue des centaines de millions de fois sur les différents sites de vidéo en ligne. Les policiers et militaires l’interprètent également dans leurs exercices de santé.
La musique a obtenu des scores élevés dans les statistiques des morceaux préférés en Chine. En juillet 2014, il a été numéro un dans la top global des musiques en chinois (chinois simplifié : 全球中文音乐榜) de la Télévision centrale de Chine (CCTV) diffusé tous les samedis.
En novembre 2014, la chanson comptait 500 millions de vues, tous sites confondus et était restée 16 semaines numéro un des vidéos les plus regardées en Chine
La chanson a reçu le prix de la chanson internationale au American Music Awards 2014 à Los Angeles.

## réinterprétation et parodies
Le 23 novembre 2014, le groupe coréen T-ara sort une reprise du morceau sur sa chaîne Youtube, la majorité de la chanson est traduite en coréen, seule une partie du refrain reste en mandarin, le clip atteint 2 millions de vues 24 jours en Chine sur la chaîne Youku. Les "frères baguettes" se produisent également en duo avec T-ara.